# 尼崎市立竹谷小学校
尼崎市立竹谷小学校（あまがさきしりつ たけやしょうがっこう）は、兵庫県尼崎市北竹谷町2丁目にある公立小学校。

## 沿革
- 1935年（昭和10年）4月1日 - 尼崎第二尋常小学校と尼崎第三尋常小学校[1]より分離、尼崎市立竹谷尋常小学校として開校。
- 1935年（昭和10年）5月29日 - 現在地に校舎建築、開校式を挙行。この日を創立記念日とする。
- 1941年（昭和16年）4月1日 - 尼崎市立竹谷国民学校と改称。
- 1947年（昭和22年）4月1日 - 尼崎市立竹谷小学校と改称。
- 1950年（昭和25年）4月1日 - 校区の一部を尼崎市立御園小学校として分離。
- 1953年（昭和28年）4月1日 - 尼崎市立竹谷幼稚園を併設。
- 1966年（昭和41年）4月23日 - 講堂兼体育館・プール竣工。
- 1979年（昭和54年）4月1日 - 尼崎市立竹谷幼稚園を分離。
- 1982年（昭和57年）4月1日 - 御園小学校の廃校に伴い、旧校区の一部を合併。
- 1995年（平成7年）1月17日 - 阪神・淡路大震災発生。避難所を設置。
- 1995年（平成7年）4月29日 - 避難所を閉鎖。

## 通学区域
- 尼崎市
  - 昭和通4丁目（114番～125番）、昭和通5丁目～9丁目、昭和南通4丁目（40番～58番）、昭和南通5丁目～9丁目、神田北通3丁目～9丁目、神田中通3丁目～9丁目、神田南通1丁目～6丁目、建家町、玄番北之町、玄番南之町、西本町7丁目・8丁目、北竹谷町1丁目～3丁目、宮内町1丁目～3丁目、竹谷町1丁目～3丁目、南竹谷町1丁目～3丁目、西向島町（1番を除く）、西高洲町、東浜町

卒業生は基本的に尼崎市立中央中学校へ進学する。

## 著名な出身者
- 白髪一雄 - 抽象画家
- 小林可夢偉 - レーシングドライバー

## 周辺
- 尼崎中央・三和・出屋敷商店街
- 尼崎竹谷郵便局
- 国道2号
- 国道43号
- 蓬川

## アクセス
- 阪神本線 出屋敷駅から北へ300m
- 尼崎市営バス・阪神電鉄バス・阪神バス 竹谷小学校にて下車
- 尼崎市道（出屋敷線・琴浦通り）沿い

## 通学区域が隣接している学校
- 尼崎市立明城小学校
- 尼崎市立難波小学校
- 尼崎市立成徳小学校
- 尼崎市立わかば西小学校